# Reinhold Bärwinkel

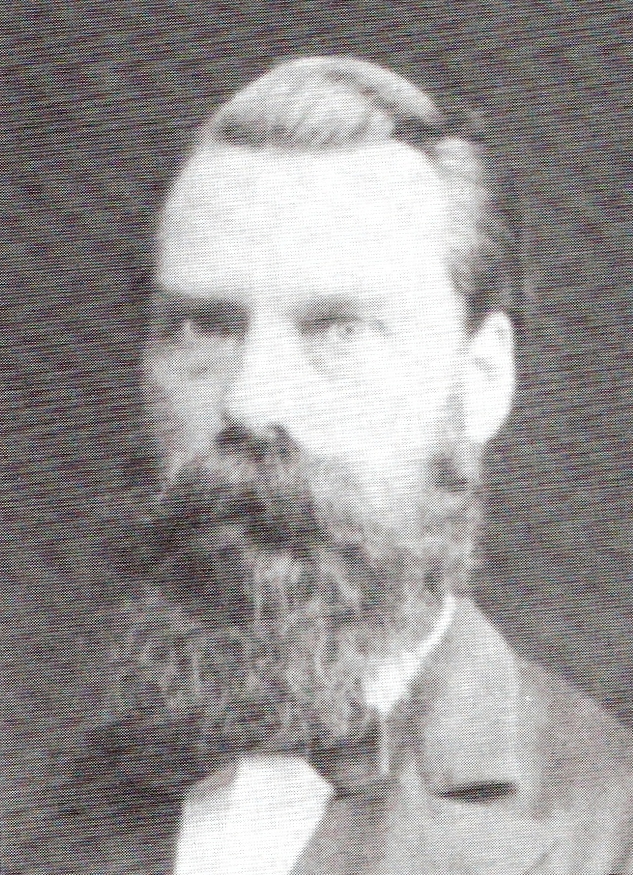
Reinhold Bärwinkel

Reinhold Oscar Bärwinkel (* 21. März 1834 in Arnstadt; † 29. November 1898 ebenda) war ein deutscher Politiker und Präsident des Landtags des Fürstentums Schwarzburg-Sondershausen.

## Familie
Reinhold Bärwinkel war ein Sohn des Professors am Gymnasium in Arnstadt, Dr. phil. Johann Jacob Wilhelm Bärwinkel (* 25. November 1802 in Arnstadt, † 25. Oktober 1842 ebenda) und dessen erster Frau Sophie Harmodie geb. Vol(c)kmann (* 1805, † 1. April 1834). Reinhold Bärwinkel, der evangelisch-lutherischen Glaubens war, heiratete am 14. September 1863 in Arnstadt Ernestine Louise Johanne Cäcilie Maempel (* 26. November 1843 in Arnstadt; † 15. Dezember 1911 ebenda), Tochter des Fürstlich Thurn und Taxis’schen Poststallmeisters, Ökonomen und Gastwirts „Zur Goldenen Henne“ August Maempel (1801–1854). Das Ehepaar hatte sieben Kinder; zwei von ihnen sind jung gestorben.
Der Sohn Dr. Felix Bärwinkel (1864–1927) wurde Reichstagsabgeordneter (1903–1918) und Sondershäuser Landrat.
Der Vater Reinhold Bärwinkels heiratete 1835 in zweiter Ehe Emma Sophie Ernestine Hülsemann (1814–1889). Deren Brüder Wilhelm Hülsemann (1812–1862) und Julius Hülsemann (1824–1888, Arnstadts Oberbürgermeister ab 1872) sowie deren Cousin und Schwager Bernhard Maempel (1816–1870) waren ebenfalls Landtagsabgeordnete in Schwarzburg-Sondershausen.

## Ausbildung und Beruf
Nach dem Tod des Vaters lag die Vormundschaft bei dessen Bruder, dem Pfarrer Johann Christian Jacob Bärwinkel (1801–1880) in Dornheim. Nach dem Abitur in Arnstadt 1852 studierte Reinhold Bärwinkel von Ostern 1852 bis Ostern 1855 Rechtswissenschaft in Jena und Göttingen. In Jena trat er 1852 in das Corps Saxonia ein.
Ab 24. Dezember 1860 war er Rechtsanwalt, ab 17. September 1872 auch Notar in Arnstadt. Ab Oktober 1879 hatte er auch die Rechtsanwaltszulassung zum Landgericht in Erfurt und zum Oberlandesgericht in Naumburg. Er war zudem Mitglied und langjähriger Vorsitzender des Aufsichtsrats der Arnstädter Bank v. Külmer, Czarnikow & Co. in Arnstadt.

## Politik
Bärwinkel war von 1865 bis zu seinem Tod in der Kommunal- und Landespolitik äußerst erfolgreich.
Ende 1865 wurde er in den Gemeinderat von Arnstadt gewählt. Als der Gemeinderat seinen Vorsitzenden Julius Hülsemann Ende 1871 zum Ersten Bürgermeister wählte, wurde Bärwinkel der neue Vorsitzende. Der Gemeinderat wählte ihn 1892 in den Bezirksausschuss. Als er Anfang 1897 wieder zum Vorsitzenden gewählt wurde, hatte er dieses Amt 25 Jahre inne.
Im Mai 1865 bewarb er sich für die Wahlperiode 1864–1867 um ein Mandat der Höchstbesteuerten im Landtag von Sondershausen. In dieser ungewöhnlichen Wahlperiode gab es drei Landtage: den 10. ordentlichen Landtag mit Sitzungen von Anfang Oktober bis Anfang November 1865, einen außerordentlichen Landtag von Ende Juni bis Ende Juli 1866, und einen weiteren außerordentlichen Landtag Ende März 1867 bis Jahresende. Im Landtag vom Juli 1866 fiel die Entscheidung, dass das Fürstentum den Deutschen Bund verließ und dem Norddeutschen Bund beitrat.
In der Wahlperiode 1868–1871 wählte der Landtag ihn zu seinem Vizepräsidenten; in der Periode 1872–1875 wählte der Landtag ihn zu seinem Präsidenten. Ebenso in der Periode 1876–1879.
Bei den Wahlen für die Wahlperiode 1880–1883 bewarb sich erstmals auch Julius Hülsemann bei den Höchstbesteuerten, und Bärwinkel unterlag knapp in der Konkurrenz um den zweiten Sitz. Er bewarb sich erst wieder für 1888–1891 (nach Hülsemanns Tod); dieser Landtag wählte ihn zum Landtagssyndikus. Ebenso 1892–1895. In der Wahlperiode 1896–1899 wählte ihn der Landtag noch einmal zum Präsidenten. Er erlebte jedoch nur noch die Sitzungen bis zum 3. Juli 1897.
Als Präsident des Landtags und als Syndikus war er jeweils auch Mitglied des Landtagsausschusses. Der Ausschuss blieb nach der Sitzungsperiode eines Landtags im Amt, bis der nächste Landtag sich konstituierte.
1865 bis 1867 gehörte er zur radikal-liberalen, 1867 bis 1879 und 1888 bis 1898 zur nationalliberalen Fraktion.

## Weitere Ämter
Reinhold Bärwinkel war Mitglied und später Ehrenmitglied der Schönbrunn-Schützengesellschaft in Arnstadt. Er wirkte im Mitteldeutschen und Thüringischen und im Deutschen Schützenbund mit und war Mitgründer, später Ehrenmitglied des Turnvereins in Arnstadt und auch Mitgründer der Turnerfeuerwehr.

## Ehrungen
Im Juli 1879 wurde Bärwinkel zum Justizrat ernannt. Das Fürstliche Ehrenkreuz III. Klasse wurde ihm am 7. August 1894 verliehen. Etwas mehr als ein Jahr nach seinem Tod wurde ein Abschnitt der Arnsberg-Straße in Bärwinkel-Straße umbenannt.